# Раздольное (Костанайская область)
Раздольное (каз. Раздольный) — село в Наурзумском районе Костанайской области Казахстана. Административный центр и единственный населённый пункт Раздольного сельского округа. Находится примерно в 75 км к западу от районного центра, села Караменды. Код КАТО — 395851100.

## География
В 13 км к северо-востоку от села расположено озеро Жаксыбай.

## Население
В 1999 году население села составляло 1544 человека (768 мужчин и 776 женщин). По данным переписи 2009 года в селе проживало 1175 человек (590 мужчин и 585 женщин).